# 北米通貨連合
北米通貨連合（ほくべいつうかれんごう、The North American Currency Union） は、アメリカ合衆国からの提案による北米大陸および周辺国を単一経済圏ととらえた、経済通貨同盟または経済通貨統合の構想。アメリカ合衆国、カナダ、メキシコの3国が連合構想の中心に置かれている。統一通貨としてamero（アメロ）という名称がしばしばメディアに露出している。

## amero
この構想が実現した場合、3国の通貨（USドル、カナダドル、メキシコ・ペソ）は統合され、新しい単一通貨が導入されるだろうと考えられている。その通貨の名前は仮の名称ではあるものの、amero（アメロ）という名称がしばしば用いられてきている。
この構想は、ヨーロッパの単一通貨であるユーロをモデルとしており、北米におけるNAFTA（北米自由貿易協定）および北米の安全と繁栄のためのパートナーシップ（SPP : Security and Prosperity Partnership of North America）の後に続くものとして議論されている。北米連合の一部としての北米通貨連合への参加について、政府レベルにおいては、正式にはどの国もコメントを出したり意欲を見せてはいない。

### 初期の動き
北米通貨に関するアイデアは、1999年にカナダの経済学者ハーバート・グルベル（Herbert G. Grubel）が提唱している。他にもカナダのいくつかのシンクタンクが同じ時期にAmeroに関する書籍を出版したり、カナダとアメリカの統一通貨に関する提言を行っている。

### ameroに関する噂
amero紙幣およびコインは、インターネット上にそのデザインのアイデアがしばしば掲載されている（各国政府によるものではない）。
- 2008年10月、Hal Turner という人物が20 Ameroコインとされる硬貨の映像を含むビデオを紹介した[1]。
  - このコインは、同じ時期にアメリカから中国へ大量に送られたと噂されているameroであるとしている[2]。
- 2008年12月2日、プラウダ（オンライン、英語版）が、「ドルが崩れる場合、米国の新しい通貨になるアメロ」として50アメロ紙幣を公表[3]。
- 2008年12月3日、Hal Turnerが、アメロ紙幣（20アメロ、50アメロ、100アメロ）を公表[4]。
- この新通貨は、2010年1月1日に、3ヶ国に導入されるという説があった[5]（実際には導入されなかった）。
- アメロ以外にも新しいドル紙幣がflickrに掲載されている。この紙幣には北米連合の旗およびアメリカ合衆国、カナダ、メキシコ合衆国の国章などが描かれている[6]。
- flickrに、Hal Turnerが公表したデザインとは異なるアメロ紙幣が掲載されている[7]。